# درود آرتیست
درود آرتیست (فرانسوی: Salut l'artiste‎) یک فیلم کمدی فرانسوی-ایتالیایی محصول ۱۹۷۳ به کارگردانی ایو روبر است.